# Fin de semana en Croacia
Fin de semana en Croacia (título original en inglés The Weekend Away) es una película de suspenso estadounidense de 2022 dirigida por Kim Farrant a partir de un guion de Sarah Alderson, basada en la novela homónima de Alderson de 2020. Su historia sigue a una mujer llamada Beth (Leighton Meester), que viaja a Croacia para una escapada de fin de semana con su mejor amiga Kate. Sin embargo, Kate desaparece y Beth se ve obligada a averiguar qué le pasó. La película se estrenó en Netflix el 3 de marzo de 2022.

## Argumento
Beth, una nueva madre, vuela a Croacia para pasar unas vacaciones con su mejor amiga Kate. Beth confiesa que su matrimonio ha llegado a un punto aburrido y que no está segura de qué hacer. Van a una discoteca y dos hombres coquetean con ellas. Kate sugiere que Beth tenga una aventura de una noche.
A la mañana siguiente, Beth se despierta confundida por los eventos de la noche anterior y se da cuenta de que Kate no está. Su esposo, Rob, y la policía se muestran indiferentes, pero Zain, el taxista que las llevó al club, accede a ayudarla. Con su ayuda, Beth recupera el bolso y el teléfono de Kate y se entera de que los hombres del club eran escoltas contratados por Kate. Sin embargo, en realidad son estafadores que drogan y roban a las mujeres a las que atienden.
Beth vuelve con la policía, que inicia una investigación oficial. Rob llega e inmediatamente sospecha de Zain. Poco después, se encuentra el cuerpo sin vida de Kate. Beth busca pistas en su teléfono y encuentra mensajes de texto entre Rob y Kate que revelan que tenían una aventura.
Beth es llamada a la estación de policía, como la nueva sospechosa principal del caso. Se revela que tanto Kate como Beth tenían drogas en sus sistemas, como sospechaba Beth debido a su pérdida de memoria, e insiste en que la drogaron contra su voluntad. La policía entrevista a los escoltas, que no tienen antecedentes penales y niegan haber actuado mal, y confiscan el pasaporte de Beth. Beth llama a Rob y lo confronta sobre su aventura con Kate.
La policía arresta a Beth, acusándola de contratar a Zain para asesinar a Kate. Beth lo confronta, pero él mantiene su inocencia.
Beth descubre que el hombre que la hospedaba mediante Airbnb graba en secreto a sus inquilinos. Sus grabaciones muestran que Beth fue acostada temprano la noche que Kate desapareció. También muestra a Kate siendo asaltada por los escoltas, subiéndose a un automóvil para denunciarlos y regresando. Beth descubre que el auto pertenece a Pavić, el policía que dudó de su historia. Beth y Zain entrevistan al conductor que llevó a Kate esa noche. Dijo que Kate le hizo seguir a los dos hombres y la dejó en la comisaría.
Beth es nombrada presunta asesina y ella y Zain son arrestados. Beth se da cuenta de que Pavić estuvo involucrado en la desaparición de Kate. Zain se entrega para que Beth pueda escapar, pero Pavić la atrapa. Luchan y él cae de un edificio y muere. Beth es declarada inocente.
Rob quiere reconciliarse, pero Beth se niega. Mientras busca las llaves de su auto, encuentra cuentas de un collar que le dio a Kate en el bolsillo del abrigo de Rob. Se da cuenta de que Rob mató a Kate y lo confronta mientras habla con la policía. Admite que voló a Croacia para evitar que Kate revelara su aventura, discutió con ella y la empujó al agua antes de salir corriendo. La policía lo arresta y Beth se va con su bebé.

## Reparto
- Leighton Meester como Beth.[6]
- Christina Wolfe como Kate.[7]
- Ziad Bakri como Zain.[8]
- Luke Norris como Rob.
- Amar Bukvic como Pavic.
- Iva Mihalic como Kovac.
- Adrian Pezdirc como Sebastian.
- Marko Braic como Luka.
- Lujo Kuncevic como Mateo.
- Parth Thakerar como Jay.

## Recepción
En el sitio web del agregador de reseñas Rotten Tomatoes, el 53% de las reseñas de 15 críticos son positivas, con una calificación promedio de 5/10.
Dennis Harvey de Variety dijo: «A pesar de todas sus brechas de credibilidad cada vez más amplias y otros defectos, sin embargo, la película proporciona una diversión hábil y pausada». Marya E. Gates de RogerEbert.com dijo que la película «es el mejor tipo de chapuza deliberadamente absurdo. El paisaje es magnífico, los giros hacen que la adrenalina fluya y las actuaciones son memorables. Aunque es posible que no recuerdes todo lo que sucede, lo pasarás bien mientras dure».